# U3 (Hamburg)
U3 is een metrolijn in de Duitse stad Hamburg.

## Stations
| Station              | Overstappunt      | Foto * | Type                         | Geopend          | Ligging                        | Stadsdeel               |
| -------------------- | ----------------- | ------ | ---------------------------- | ---------------- | ------------------------------ | ----------------------- |
| Saarlandstraße       |                   | 600 !  | talud                        | 10 mei 1912      | 53° 35′ 20″ NB, 10° 01′ 57″ OL | Winterhude              |
| Borgweg              |                   | 610 !  | uitgraving                   | 10 mei 1912      | 53° 35′ 27″ NB, 10° 00′ 54″ OL | Winterhude              |
| Sierichstraße        |                   | 620 !  | talud                        | 10 mei 1912      | 53° 35′ 25″ NB, 10° 00′ 4″ OL  | Winterhude              |
| Kellinghusenstraße   |                   | 630 !  | talud                        | 10 mei 1912      | 53° 35′ 19″ NB, 09° 59′ 28″ OL | Eppendorf               |
| Eppendorfer Baum     |                   | 640 !  | talud                        | 25 mei 1912      | 53° 35′ 1″ NB, 09° 59′ 6″ OL   | Harvestehude            |
| Hoheluftbrücke       |                   | 650 !  | talud                        | 25 mei 1912      | 53° 34′ 39″ NB, 09° 58′ 33″ OL | Harvestehude            |
| Schlump              |                   | 660 !  | ondiep gelegen zuilenstation | 25 mei 1912      | 53° 34′ 4″ NB, 09° 58′ 12″ OL  | Eimsbüttel/ Rotherbaum  |
| Sternschanze         | S11, S21, S31, A1 | 670 !  | ondiep gelegen zuilenstation | 25 mei 1912      | 53° 33′ 50″ NB, 09° 58′ 2″ OL  | St. Pauli/ Sternschanze |
| Feldstraße           |                   | 680 !  | ondiep gelegen zuilenstation | 25 mei 1912      | 53° 33′ 25″ NB, 09° 58′ 7″ OL  | St. Pauli               |
| St. Pauli            |                   | 690 !  | ondiep gelegen zuilenstation | 25 mei 1912      | 53° 33′ 3″ NB, 9° 58′ 12″ OL   | Neustadt/ St. Pauli     |
| Landungsbrücken      | S1, S2, S3        | 700 !  | talud                        | 29 juni 1912     | 53° 32′ 46″ NB, 09° 58′ 0″ OL  | Neustadt/ St. Pauli     |
| Baumwall             |                   | 710 !  | viaductstation               | 29 juni 1912     | 53° 32′ 39″ NB, 09° 58′ 53″ OL | Neustadt                |
| Rödingsmarkt         |                   | 720 !  | viaductstation               | 29 juni 1912     | 53° 32′ 54″ NB, 09° 59′ 13″ OL | Hamburg-Altstadt        |
| Rathaus              |                   | 730 !  | ondiep gelegen zuilenstation | 15 februari 1912 | 53° 33′ 1″ NB, 09° 59′ 37″ OL  | Altstadt                |
| Mönckebergstraße     |                   | 840 !  | ondiep gelegen zuilenstation | 15 februari 1912 | 53° 33′ 5″ NB, 10° 00′ 7″ OL   | Hamburg-Altstadt        |
| Hauptbahnhof Süd     |                   | 850 !  | dubbelgewelfdstation         | 15 februari 1912 | 53° 33′ 10″ NB, 10° 00′ 23″ OL | St. Georg               |
| Berliner Tor         | S1,S11,S2,S21,S31 | 870 !  | ondiep gelegen zuilenstation | 15 februari 1912 | 53° 33′ 10″ NB, 10° 01′ 28″ OL | Borgfelde/ St. Georg    |
| Lübecker Straße      |                   | 890 !  | ondiep gelegen zuilenstation | 15 februari 1912 | 53° 33′ 35″ NB, 10° 01′ 41″ OL | Hohenfelde              |
| Uhlandstraße         |                   | 900 !  | viaductstation               | 15 februari 1912 | 53° 33′ 53″ NB, 10° 01′ 36″ OL | Hohenfelde              |
| Mundsburg            |                   | 910 !  | viaductstation               | 15 februari 1912 | 53° 34′ 16″ NB, 10° 01′ 39″ OL | Uhlenhorst              |
| Hamburger Straße     |                   | 920 !  | viaductstation               | 15 februari 1912 | 53° 34′ 28″ NB, 10° 02′ 14″ OL | Barmbek-Süd             |
| Dehnhaide            |                   | 930 !  | viaductstation               | 15 februari 1912 | 53° 34′ 45″ NB, 10° 02′ 27″ OL | Barmbek-Süd             |
| Barmbek              |                   | 940 !  | talud                        | 15 februari 1912 | 53° 35′ 14″ NB, 10° 02′ 41″ OL | Barmbek-Nord            |
| Habichtstraße        |                   | 950 !  | talud                        | 23 juni 1930     | 53° 35′ 37″ NB, 10° 03′ 7″ OL  | Barmbek-Nord            |
| Wandsbek-Gartenstadt |                   | 1020 ! | talud                        | 6 september 1920 | 53° 35′ 33″ NB, 10° 04′ 28″ OL | Wandsbek                |

* De sorteerwaarde van de foto is de ligging langs de lijn